# دیوید براونینگ
دیوید براونینگ (انگلیسی: David Browning; ۵ ژوئن ۱۹۳۱ – ۱۳ مارس ۱۹۵۶) شیرجه‌رو اهل ایالات متحده آمریکا بود و در بیست و چهارسالگی در گذشت.
وی در مسابقات کشوری و بین‌المللی در مجموع برندهٔ ۱ مدال طلا شده‌است.